# 妙光寺 (江戸川区平井)
妙光寺（みょうこうじ）は、東京都江戸川区にある日蓮宗の寺院。

## 歴史
1598年 (慶長3年)、安立院日饒によって開山された。その後、1703年（元禄16年）の元禄地震の津波で堂宇もろとも流失したが、日信が再興した。現在の本堂は水害を防ぐために底上げしており、1966年（昭和41年）に新築されている。

## シジミの御祖師様
当寺の本尊の一つに日蓮聖人の小金像がある。全長約2センチメートルの小像で、加藤清正が朝鮮出兵の折、自らの兜の中に入れて陣仏としていたものである。その後、清正の親族でもあった日饒に譲り、日饒はこれを当寺の本尊とした。ところが元禄の津波で流失し、行方不明となった。約100年後の1807年（文化4年）、中川でシジミ漁をしていた漁師によって再発見された。それゆえ、俗に「シジミの御祖師様」と呼ばれるようになった。

## 文化財
- 田口初右衛門筆子塚 - 江戸川区無形文化財・歴史資料、平成3年2月26日告示[3]
- 木造日蓮聖人坐像 - 江戸川区指定有形文化財・彫刻、平成24年3月27日告示[4]

## 交通アクセス
- 平井駅より徒歩6分（経路案内）。